# ريتويك غاتاك
ريتويك غاتاك  (4 نوفمبر 1925 - 6 فبراير 1976) مخرج وكاتب سيناريو بنغالي إلى جانب صانعي الأفلام البنغاليين المعاصرين ساتياجيت راي ومرينال سين، يتم تذكر السينما في المقام الأول لتصويرها الدقيق للواقع الاجتماعي. على الرغم من أن أدوارهم كانت غالبًا ما تكون خصومة إلا أنهم كانوا معجبين متحمسين بعمل بعضهم البعض، وفي قيامهم بذلك رسم المخرجون الثلاثة المسار المستقل للسينما الموازية  معاكسة السائدة للسينما الهندية في الهند. تلقى غاتاك العديد من الجوائز في حياته المهنية، بما في ذلك جائزة كمال راجات جائزة الفيلم الوطني لأفضل قصة في عام 1974  وجائزة أفضل مخرج من جمعية بنغلاديش سينمائية. كرمته حكومة الهند مع بادما شري للفنون في عام 1970.

## روابط خارجية
- ريتويك غاتاك على موقع IMDb (الإنجليزية)
- ريتويك غاتاك على موقع الموسوعة البريطانية (الإنجليزية)
- ريتويك غاتاك على موقع ألو سيني (الفرنسية)
- ريتويك غاتاك على موقع أول موفي (الإنجليزية)
- ريتويك غاتاك على موقع قاعدة بيانات الأفلام السويدية (السويدية)
- ريتويك غاتاك على موقع قاعدة بيانات الفيلم (الإنجليزية)
- ريتويك غاتاك على موقع كينوبويسك (الروسية)

- Ritwik Ghatak في قاعدة بيانات الأفلام على الإنترنت

YouTube videos
- Jwala – A Play by Ritwik Ghatak على يوتيوب
- Ustad Alauddin Khan – A Documentary by Ritwik Ghatak على يوتيوب

Articles on Ghatak
- Film Analysis Acquarello
- Ritwik Ghatak films reviews